# Krzysztof Simon
Krzysztof Adam Simon (ur. 1 listopada 1952 we Wrocławiu) – polski lekarz, profesor nauk medycznych, nauczyciel akademicki Uniwersytetu Medycznego im. Piastów Śląskich we Wrocławiu, specjalności naukowe: choroby wewnętrzne (wątroba i drogi żółciowe), choroby zakaźne, hepatologia zakaźna, zakażenia HIV.

## Życiorys
Urodzony w 1952, syn zmarłej w 2008 mgr farmacji Marty Simon. W 1977 ukończył studia medyczne w Akademii Medycznej im. Piastów Śląskich (później przemianowanej na Uniwersytet Medyczny im. Piastów Śląskich). Uzyskał stopień naukowy doktora. W 1993 na podstawie dorobku naukowego oraz monografii pt. Badania nad wpływem kolchicyny na przebieg doświadczalnego uszkodzenia wątroby u szczurów rasy Buffalo otrzymał w macierzystej uczelni stopień naukowy doktora habilitowanego nauk medycznych w dyscyplinie medycyna. W 2004 prezydent RP Aleksander Kwaśniewski nadał mu tytuł naukowy profesora nauk medycznych.
Po uzyskaniu tytułu profesora pracował w Akademii Medycznej (późniejszym Uniwersytecie Medycznym) im. Piastów Śląskich na Wydziale Lekarskim Kształcenia Podyplomowego w Katedrze i Klinice Chorób Zakaźnych, Chorób Wątroby i Nabytych Niedoborów Odpornościowych, później zaś na Wydziale Lekarsko-Stomatologicznym, gdzie był kierownikiem Kliniki Chorób Zakaźnych i Hepatologii.
Wszedł w skład Komitetu Immunologii i Etiologii Zakażeń Człowieka PAN. Został wiceprzewodniczącym Polskiego Towarzystwa Epidemiologów i Lekarzy Chorób Zakaźnych, sekretarzem Polskiego Towarzystwa Naukowego AIDS oraz prezesem Polskiego Towarzystwa Epidemiologów i Lekarzy Chorób Zakaźnych.
Został ordynatorem 1. Oddziału Chorób Zakaźnych w Wojewódzkim Szpitalu Specjalistycznym im. J. Gromkowskiego przy ul. Koszarowej we Wrocławiu oraz konsultantem wojewódzkim w dziedzinie chorób zakaźnych.
Członek Rady Medycznej przy Ministerstwie Zdrowia. Optuje za przymusowymi szczepieniami przeciw COVID-19 niektórych grup obywateli Polski, przyznając mniejszą skuteczność szczepionek m.in. przy chorobach współistniejących.